# Macalpinomyces chrysopogonis
Macalpinomyces chrysopogonis är en svampart som först beskrevs av S. Ahmad, och fick sitt nu gällande namn av Vánky 1997. Macalpinomyces chrysopogonis ingår i släktet Macalpinomyces och familjen Ustilaginaceae.   Inga underarter finns listade i Catalogue of Life.